# Амбарное (село)
Амбарное (укр. Амбарне) — село в Григоровском сельском совете Великобурлукского района Харьковской области Украины.
Код КОАТУУ — 6321482002. Население по переписи 2001 года составляет 113 (48/65 м/ж) человек.

## Географическое положение
Село Амбарное находится на склоне балки Каплицына, недалеко от истоков реки Верхняя Двуречная, на расстоянии в 1 км находится урочище Афанасьев Лес (дуб).

## История
- 1799 — дата основания.
- При СССР в селе был построен и работал второй производственный участок колхоза "Дружба", центральная усадьба и первый производственный участок которого находились в Григорьевке.[1] Также при СССР в селе был клуб.[1]

## Экономика
- В селе есть молочно-товарная и птице-товарная фермы.